# Kanton Châlons-en-Champagne-1
Der Kanton Châlons-en-Champagne-1 ist seit 1973 ein französischer Wahlkreis im Arrondissement Châlons-en-Champagne im Département Marne in der Region Grand Est; sein Hauptort ist Châlons-en-Champagne.

## Gemeinden
Der Kanton besteht aus vier Gemeinden und Teilgemeinden mit insgesamt 26.288 Einwohnern (Stand: 1. Januar 2022) auf einer Gesamtfläche von 45,09 km²:
| Gemeinde                      | Einwohner 1. Januar 2022 | Fläche km² | Dichte Einw./km² | Code INSEE | Postleitzahl |
| ----------------------------- | ------------------------ | ---------- | ---------------- | ---------- | ------------ |
| Châlons-en-Champagne          | 19.865                   | 7,67       | 2.590            | 51108      | 51000        |
| Compertrix                    | 1.307                    | 4,76       | 275              | 51160      | 51510        |
| Coolus                        | 230                      | 13,18      | 17               | 51168      | 51510        |
| Fagnières                     | 4.886                    | 19,48      | 251              | 51242      | 51510        |
| Kanton Châlons-en-Champagne-1 | 26.288                   | 45,09      | 583              | 5103       | –            |

1. ↑   Nur der südwestliche Teil der Gemeinde, der Rest verteilt sich auf die Kantone Châlons-en-Champagne-2 und Châlons-en-Champagne-3.

Bis zur landesweiten Neuordnung der französischen Kantone im März 2015 gehörte zum Kanton Châlons-en-Champagne-1 ein Teil der Gemeinde Châlons-en-Champagne. Er besaß vor 2015 einen anderen INSEE-Code als heute, nämlich 5106.